# Izobilnoye (Krasnodar)
Izobilnoye (del ruso: Изобильное) es un seló del raión de Otrádnaya del krai de Krasnodar, en Rusia. Está situado a orillas del río Griaznuja, tributario del río Chamlyk, de la cuenca del Kubán por el Labá, 26 km al noroeste de Otrádnaya y 187 km al sureste de Krasnodar, la capital del krai. Tenía 474 habitantes en 2010.
Pertenece al municipio Rudievskoye.

## Historia
La localidad fue fundada como el jútor Griaznujinski en 1910. En 1965 recibió el estatus de seló y el nombre actual.